# Вольфвіль
Вольфвіль (нім. Wolfwil) — громада  в Швейцарії в кантоні Золотурн, округ Гой.

## Географія
Громада розташована на відстані близько 45 км на північний схід від Берна, 21 км на схід від Золотурна.
Вольфвіль має площу 6,9 км², з яких на 13,4% дозволяється будівництво (житлове та будівництво доріг), 54,4% використовуються в сільськогосподарських цілях, 28,2% зайнято лісами, 4,1% не є продуктивними (річки, льодовики або гори).

## Демографія
2019 року в громаді мешкало 2307 осіб (+14,5% порівняно з 2010 роком), іноземців було 11,4%. Густота населення становила 335 осіб/км².
За віковим діапазоном населення розподілялося таким чином: 20,4% — особи молодші 20 років, 59,8% — особи у віці 20—64 років, 19,8% — особи у віці 65 років та старші. Було 988 помешкань (у середньому 2,3 особи в помешканні).
Із загальної кількості 672 працюючих 56 було зайнятих в первинному секторі, 269 — в обробній промисловості, 347 — в галузі послуг.